# イヴォルバー -EVOLVER-
『イヴォルバー -EVOLVER-』は、2004年6月25日に発売された特撮オリジナルビデオ。全3巻（全6話）。

## 主題歌
- OP：「Evolution Device」（作詞、歌：草尾毅／作曲：西田雅彦／編曲：Neo）
- ED：「CARMINE」（作詞、作曲、編曲、歌：Neo）

## キャスト
- 白鳥零：小村りこ
- 黄崎號：中尾祐之
- 黒木弾：はだ一朗
- 青山吹雪：丸岡真由子
- 緑川流：宮城ゆうじ
- シロウ：萩野崇
- マヤ：あだち理絵子
- 灰原プロ：草尾毅
- 謎の少女：土井玲奈

## 備考・トリヴィア
- 主演の小村りこ(現・江辺香織)は、現在、ビリヤードのプロとして活躍している。2008年8月23日(土)のTBS系ニュース番組『ブロードキャスター』では、彼女の紹介をするに当たり、本作の映像も流された。